# Carlijn (voornaam)
Carlijn, Karlijn, Kerlijn of Kerlijne is een Nederlandse voornaam voor een meisje. De naam is afgeleid van de naam Karel of (de Latijnse vorm) Carolus, evenals namen als Caroline, Carolina, Carolijn, Caro, Carla en Carola.
De Germaanse naam Karel betekent "kerel", in de zin van een vrije man, die niet van adel was.

## Fictieve naamdraagster
- Karlijn Tromp, oudste dochter in de strip Jan, Jans en de kinderen